# 元利親王
元利親王（もととししんのう）は、平安時代中期の皇族。陽成天皇の第四皇子。

## 経歴
醍醐朝の延喜17年（917年）同母兄弟の元長親王とともに元服し初めて参内する。
村上朝初頭の天暦元年（947年）頃に上野太守を務めたほか、兵部卿・式部卿を歴任。官位は三品・弾正尹に至った。応和4年（964年）6月17日薨去。
邸宅は上東門の北、富小路の東に位置していたが、承平5年（935年）火災により焼失した。のち、東三条第に遷り、天徳3年（959年）邸宅の高さ一丈二尺の橘樹が南殿（紫宸殿）の坤角に移栽されている

## 官歴
- 延喜17年（917年） 4月29日：元服[3]
- 天慶9年（946年） 10月16日：見上野太守[4][5]
- 時期不詳：兵部卿。式部卿[6]
- 天徳3年（959年） 12月7日：見弾正尹[7]
- 応和4年（964年） 6月17日：薨去（三品彈正尹）[7]

## 系譜
- 父：陽成天皇
- 母：姣子女王（是忠親王の娘）
- 生母不明の子女
  - 男子：源忠時
  - 女子：平子女王